# 奈洞站
奈洞站（：／ Naedong yeok */?）曾經为韩国铁路庆全线上的一座鐵路站，位于庆尚南道晋州市奈洞面，已于1984年废止。

## 历史
- 1967年2月22日，落成使用[1]。
- 1984年3月1日，停止使用[2]。